# 克羅埃西亞素人藝術博物館
克羅埃西亞素人藝術博物館是克羅埃西亞的一座美術館，位於薩格勒布。

## 历史
這座博物館收藏展示20世紀的素人藝術家的作品，擁有超過1,900件藝術品，其中大多數是克羅埃西亞人作品。

## 外部連結
- The Croatian Museum of Naïve Art official site （克羅埃西亞文） （英文）